# Spanische Dame
Die Spanische Dame (juego de damas) ist eine Variante des klassischen Damespiels, die vor allem in Italien verbreitet und seit dem 16. Jahrhundert dokumentiert ist. Wie das klassische Damespiel wird sie in der Regel auf einem Schachbrett mit 64 Feldern, 8×8, gespielt. Sie unterscheidet sich von dieser durch die Ausrichtung des Spielbretts sowie durch die Schlagregeln für die Dame. Dabei entspricht sie weitgehend der Italienischen Dame.

## Spielweise

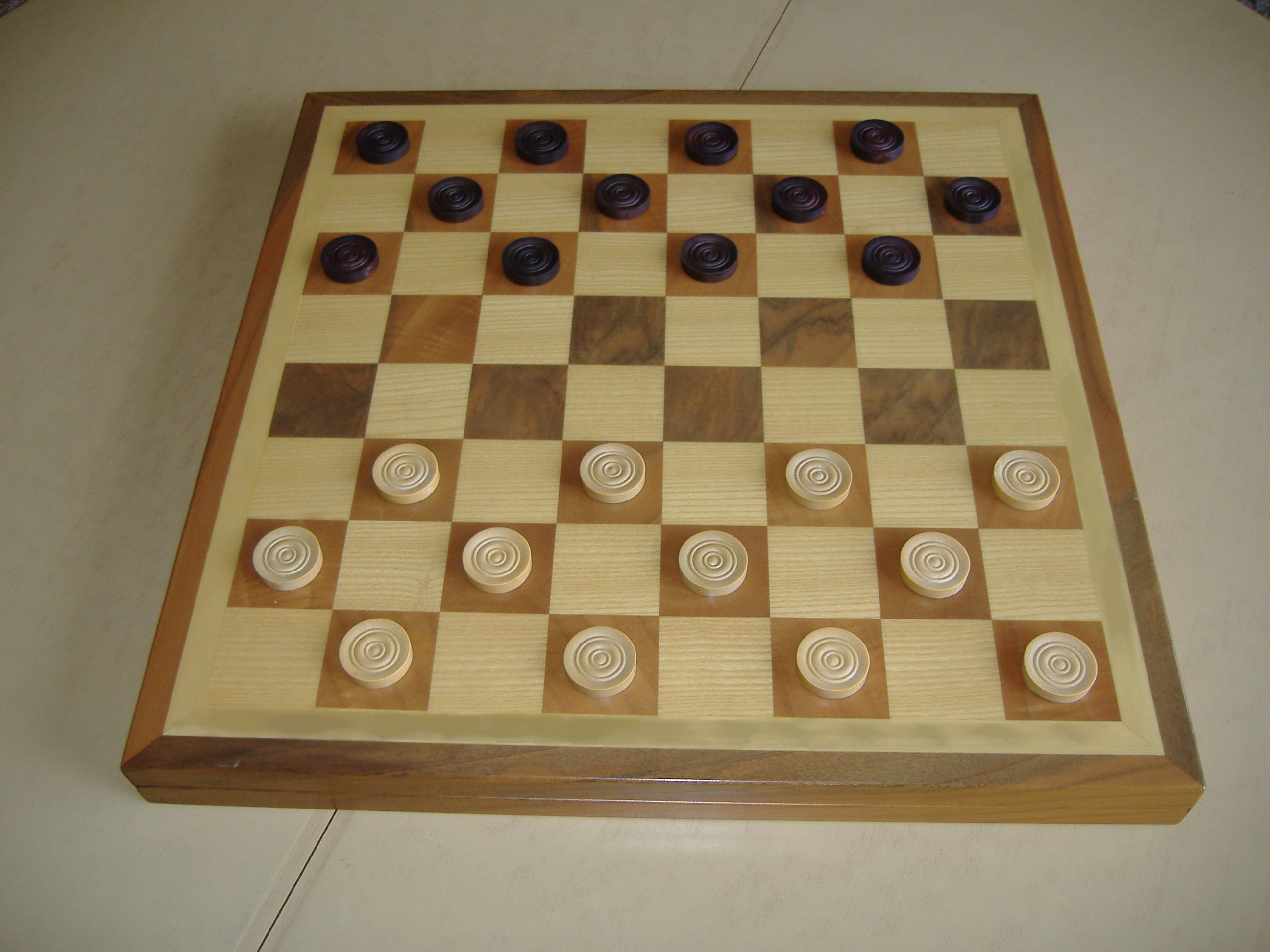
Grundstellung bei der Spanischen und Italienischen Dame

Wie beim klassischen Damespiel handelt es sich bei der Spanischen Dame um ein Brettspiel für zwei Spieler, die sich am Spielbrett gegenübersitzen. Dabei spielt ein Spieler die weißen und der andere die schwarzen Spielsteine und die beiden Spieler machen abwechselnd jeweils einen Zug. In der Startaufstellung werden die jeweils 12 Spielsteine auf den Schwarzen Feldern der jeweils ersten bis dritten Reihe beider Spielbrettseiten aufgebaut. Das Spielbrett wird dabei so ausgerichtet, dass unten links und oben rechts je ein weißes Feld liegt, also um 90° versetzt zur Ausrichtung des klassischen Dame- und Schachbretts.
Die Farben werden ausgelost oder gewählt, der weiße Spieler beginnt das Spiel. Beide Spieler ziehen nun abwechselnd jeweils einen Spielstein, wobei die Steine diagonal vorwärts auf den schwarzen Feldern bewegt werden dürfen. Wenn ein Spieler die Grundlinie der gegenüberliegenden Seite erreicht, wird sein Stein zu einer Dame. Diese darf in beliebig weit in jede diagonale Richtung ziehen, auch rückwärts.
Wie bei der klassischen Dame kann ein Spielstein geschlagen werden, wenn ein benachbarter Stein über ihn auf ein dahinter liegendes freies Feld springen kann. Bei der Spanischen Dame darf dabei nur vorwärtsgeschlagen werden und ist aus der neuen Position ein weiterer Schlagzug möglich, wird dieser ebenfalls ausgeführt. Es herrscht Schlagzwang, ein Stein muss also geschlagen werden, wenn dies möglich ist. Zudem muss immer der Zug gewählt werden, bei dem die höchste mögliche Anzahl von gegnerischen Steinen geschlagen werden kann. Die Dame kann beliebige weit entfernt liegende einzeln stehende Steine des Gegners schlagen, wenn jeweils dahinter mindestens ein freies Feld existiert, und sie darf beliebig weit hinter dem Stein landen. Sie muss ebenfalls nacheinander mehrere Steine schlagen, wenn dies möglich ist. Alle geschlagenen Steine werden nach dem Spielzug vom Spielfeld entfernt. Anders als beim klassischen Damespiel darf eine Dame nur ebenfalls von einer Dame, nie von einem einfachen Spielstein, geschlagen werden.
Wie beim klassischen Damespiel gewinnt der Spieler, dem es gelingt, möglichst alle Steine des Gegners zu schlagen oder unbeweglich zu machen. Zudem ist es möglich, das Spiel zu gewinnen, wenn der Gegner nur noch einen einzigen verbliebenen Stein hat.

## Belege
1. 1 2 3 4  Spanish Checkers (Draughts) In: Brian Burns (Hrsg.): The Encyclopedia of Games. Brown Packaging Books, 1998; S. 156.